# Conclave de março de 1605

Brasão papal de Sua Santidade o papa Leão XI

O Conclave papal de março a abril de 1605 foi convocado com a morte do Papa Clemente VIII e terminou com a eleição de Alessandro Ottaviano de' Medici como Papa Leão XI. Foi o primeiro de dois conclaves papais em 1605 ; Leão morreu em 27 de abril de 1605, vinte e seis dias após a sua eleição. O conclave foi dominado por conflitos sobre se César Barônio deveria ser eleito papa, e Filipe III de Espanha excluiu César Barônio e o candidato eventualmente bem-sucedido, Medici.

## Segundo plano
Em 17 de setembro de 1595, Clemente VIII aceitou a decisão de Henrique IV de França de se converter à Igreja Católica, que Henrique havia tomado anteriormente para garantir a monarquia francesa, e presidiu uma cerimônia de absolvição papal que removeu a ordem de excomunhão que Papa Sisto V. A facção espanhola já havia se oposto ao papa tomando essas ações, mas os negociadores franceses haviam conversado sobre a possibilidade de um cisma; isso, juntamente com as vitórias de Henry nas guerras religiosas francesas, superou a oposição espanhola.
Clemente também formou uma comissão que anulou o casamento de Henrique com Margarida de Valois após a morte de sua amante Gabrielle d'Estrées. Depois, Clemente ajudou a organizar o casamento de Henrique com Maria de Médici, o que garantiu uma sucessão católica.
Clemente trabalhou para diminuir a influência dos cardeais espanhóis no Colégio de Cardeais; ele criou cinco cardeais franceses e os cardeais italianos que ele criou foram considerados neutros. Clemente queria que os cardeais franceses que ele criou estivessem presentes em Roma e participassem do governo da Igreja. Henrique IV também exigiu que três cardeais franceses fossem a Roma e estavam presentes na morte de Clemente em 3 de março de 1605.
Além da política secular que os impactou, as eleições papais durante esse período foram marcadas por uma estratégia de famílias de elite que queriam adquirir prestígio e poder. Essas estratégias geralmente se desenrolavam ao longo de várias gerações através do patrocínio e do acúmulo de riqueza, e era esperado o favor de membros da família quando um indivíduo era eleito para o papado.
Quando Clemente morreu, houve uma disputa não resolvida entre a Companhia de Jesus e a Ordem Dominicana sobre a natureza da graça divina e do livre arbítrio. Os cardeais que entraram no conclave prestaram juramentos prometendo resolver a disputa rapidamente se fossem eleitos papa.

## Participantes
O Papa Nicolau II reservou o direito de eleger o papa para os cardeais bispos, sacerdotes e diáconos de Roma em 1059. Em 1586, o Papa Sisto V determinou que o número máximo de cardeais seria setenta. Desses setenta, o Colégio dos Cardeais tinha sessenta e nove membros no momento da morte de Clemente VII, mas apenas sessenta estavam presentes na abertura do primeiro conclave de 1605, e sessenta e um eleitores estavam presentes nas eleições de Leão XI.
Quando foi convocado, o colégio continha membros que foram criados por seis papas diferentes: Pio IV, Sisto V, Gregório XIII, Gregório XIV, Inocêncio IX e Clemente VIII. Destas, as criações de Clemente foram as mais numerosas, numerando trinta e oito dos cardeais eleitores. Inocêncio IX havia criado um dos eleitores do conclave; Gregório XIV criou cinco, Sisto V criou onze, Gregório XIII criou quatro e Pio IV criou um.
Pietro Aldobrandini, cardeal-sobrinho de Clemente VIII, foi o eleitor que liderou a facção com o maior número de votos, tendo vinte e duas das trinta e oito criações de Clemente seguindo suas instruções. Alessandro Peretti di Montalto, sobrinho de Sisto V, liderou uma facção de oito cardeais. Treze dos cardeais eleitores eram leais à monarquia espanhola; esses eleitores e a facção leal a Montalto estavam alinhados. Além desses grupos, oito dos eleitores formaram uma facção que era leal à coroa francesa.

## Conclave

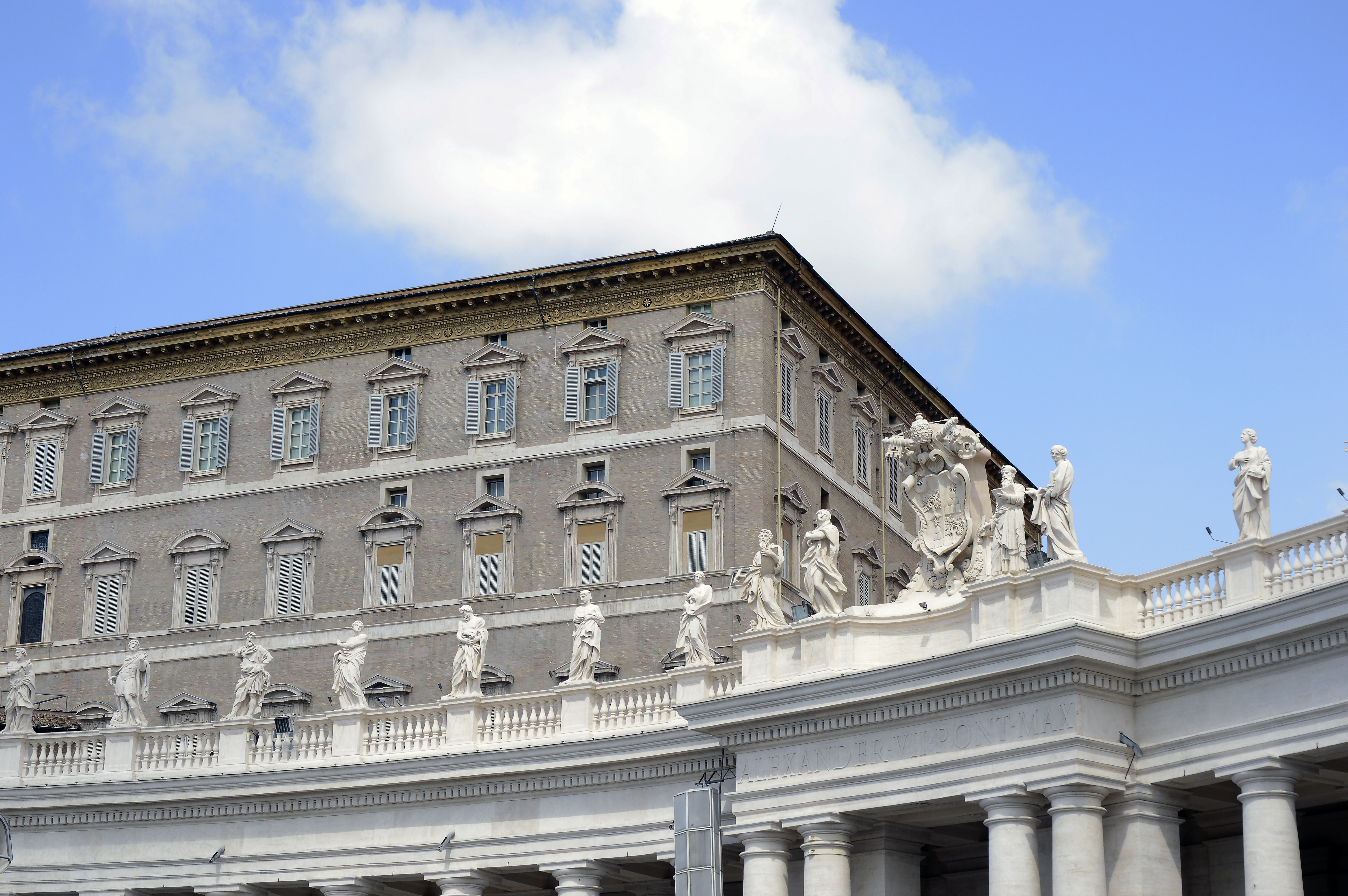
O Palácio Apostólico em Roma, onde a eleição ocorreu O conclave ocorreu no Palácio Apostólico de Roma.

Fontes da época do conclave listavam até vinte e um possíveis candidatos considerados pelos cardeais, mas apenas Cesare Baronius e Alessandro Ottaviano de' Medici, ambos apoiados pelos franceses, mas opostos pelos espanhóis, foram seriamente discutidos durante o conclave. Baronius era o candidato favorito; as chances de ele ser eleito eram 10: 100, de acordo com as casas de apostas romanas, que apostaram nas eleições apesar da proibição da prática por Gregory XIV. Barônio recebeu 23 votos durante o primeiro escrutínio ; isso foi considerado bom, porque muitos eleitores que o apoiaram votaram pela primeira vez por amigos. A França era a favor de Barônio, que também tinha o apoio dos cardeais franceses. Ele também foi o candidato de primeira escolha de Pietro Aldobrandini, sobrinho de Clemente VIII, que procurou eleger um cardeal criado por seu tio, assim como Barônio.
Aldobrondini tinha chegado a um acordo com o governo francês através de Francisco de Joyeuse a retirar o apoio de Antonio Maria Gallo. Em troca, Aldobrandini exigiu que os franceses não apoiassem Girolamo Bernerio e Alessandro Peretti di Montalto. Os franceses também concordaram em não vetar Paolo Emilio Zacchia, candidato secreto de Aldobrondini nesta eleição.
Após os resultados do primeiro escrutínio, o cardeal Ávila, representante de Filipe III de Espanha no conclave, anunciou que Filipe vetara Baronius, que em um volume de seu Annales Ecclesiastici publicado em 1605 havia criticado a interferência. de monarcas espanhóis em assuntos eclesiásticos. Isso levou a monarquia espanhola a não gostar tão intensamente de Barônio que a publicação do volume foi proibida em território espanhol. Alguns dos eleitores leais à Espanha ficaram descontentes com a exclusão de Baronious e Filippo Spinelli foi hostil a isso. Frederico Borromeu e Francesco Sforza também ficaram bravos com a exclusão.
A exclusão de Baronius por Ávila levou a um confronto com Aldobrandini; os cardeais começaram a levantar a voz um para o outro, cada um afirmando que ele estaria disposto a fazer o conclave durar mais de um ano para eleger seu candidato preferido. Ávila e Aldobrandini lutaram pela segunda vez, o que levou a gritar e empurrar; a multidão do lado de fora erroneamente tomou isso como um sinal de eleição por aclamação e abriu as portas do conclave enquanto ele ainda estava em sessão.
Nesse ponto, os espanhóis esperavam que os cardeais Guevera, Colona e Zappata chegassem antes do final do conclave para ajudar seus números, mas eles não chegaram. Da mesma forma, Aldobrandini esperava a chegada do cardeal Ginasio, que também não entrou no conclave antes de terminar. O único cardeal eleitor adicional a chegar foi Franz von Dietrichstein ; o partido anti-espanhol tentou ganhar seu apoio a Baronius, lembrando-o dos favores que recebeu de Clemente VIII; no entanto, Giovanni Andrea Doria, Carlo Gaudenzio Madruzzo e Odoardo Farnese - todos leais à Espanha - o convenceram. para se opor a Baronius.
Baronius chegou a nove votos da eleição; trinta e dois dos eleitores o apoiaram, mas ele se recusou a advogar sua própria eleição ou aceitá-la por aclamação. Aldobrandini não conseguiu convencer alguns membros de sua facção a votar em Baronius, a quem eles consideravam muito rigoroso. Em 30 de março, Aldobrandini havia se resignado a procurar outros candidatos.

## Eleição de Leão XI
A eleição foi ainda mais complicada pelas lutas entre as facções leais a Aldobrandini e Montalto, cujos números aproximadamente iguais se anularam.  O escrutínio inicial em 1 de abril rendeu 28 votos a Baronius e treze a Médici. O cardeal francês François de Joyeuse estava buscando a eleição de Médici ao longo do conclave e conseguiu o apoio de Montalto para seu candidato. Montalto era aliado dos espanhóis e já havia apoiado Tolomeo Gallio. Joyeuse estava antecipando o apoio de Aldobrandini à eleição de Medici, mas isso não ocorreu imediatamente. Aldobrandini apoiou Laudivio Zacchia, mas acabou transferindo seu apoio para Medici. Aldobrandini acabou sendo persuadido da necessidade de eleger Médici, mudando seu voto para Médici ao ouvir Baronius pedindo a eleição imediata de seu rival.
Aldobrondini foi então à sala de Medici, onde mais de dois terços dos eleitores haviam se reunido, e elegeram Médici como papa. Medici era parente de Maria de Médici, rainha da França; o rei francês Henrique IV gastou dinheiro significativo em sua candidatura.
Após a eleição de Médici, Ávila revelou que Filipe III também havia excluído Médici e protestou tão alto que ele podia ser ouvido na rua. Os cardeais que elegeram Médici responderam que protestar contra a eleição era inútil depois que o candidato foi eleito papa. Após sua eleição em seu quarto, um exame confirmando o resultado foi realizado. Após a sua eleição, Médici tomou o nome Leão XI em homenagem ao seu tio-avô Papa Leão X. Sua eleição fez de Leão o quarto cardeal criado por Papa Gregório XIII em seu consistório em 1583 para se tornar papa.
A eleição de Leão foi vista como uma vitória para a França, porque ele era um parente da rainha francesa. Após sua eleição, os apoiadores da coroa francesa comemoraram nas ruas de Roma. O reinado de Leão, no entanto, foi limitado ao mês de abril de 1605; ele pegou um resfriado enquanto aparecia em público e morreu em 27 de abril de 1605, vinte e seis dias após sua eleição.

## Cardeais votantes
| Consistóro                    | abril 1605 |
| ----------------------------- | ---------- |
| Março 1565                    | 1          |
| Consistórios de Pio IV        | 1          |
| Dezembro 1583                 | 4          |
| Consistórios de Gregório XIII | 4          |
| Maio 1585                     | 1          |
| Dezembro 1585                 | 1          |
| Novembro 1586                 | 4          |
| Dezembro 1587                 | 4          |
| Dezembro 1588                 | 1          |
| Dezembro 1589                 | 3          |
| Consistórios de Sisto V       | 14         |
| Dezembro 1590                 | 1          |
| Março 1591                    | 4          |
| Consistórios de Gregório XIV  | 5          |
| Dezembro 1591                 | 1          |
| Consistórios de Inocêncio IX  | 1          |
| Setembro 1593                 | 2          |
| Junho 1596                    | 13         |
| Março 1599                    | 10         |
| Setembro 1603                 | 1          |
| Junho 1604                    | 18         |
| Consistórios de Clemente VIII | 44         |
| Total                         | 69         |

| Criado por                 | Cardeais | Por Cento |
| -------------------------- | -------- | --------- |
| Papa Pio IV (PIV)          | 01       | 2,9 %     |
| Papa Gregório XIII (GXIII) | 04       | 5,8 %     |
| Papa Sisto V (SV)          | 014      | 20,29 %   |
| Papa Gregório XIV (GXIV)   | 05       | 7,25 %    |
| Papa Inocêncio IX (IIX)    | 01       | 1,45 %    |
| Papa Clemente VIII (CVIII) | 044      | 63,77 %   |
| Total                      | 69       | 100 %     |

### Cardeais Bispos
| Nº | Nome                         | Consistório   | Papa  |
| -- | ---------------------------- | ------------- | ----- |
| 1  | Tolomeo Gallio               | Março 1565    | PIV   |
| 2  | Alexandre Otaviano de Médici | Dezembro 1583 | GXIII |
| 3  | Domenico Pinelli             | Dezembro 1585 | SV    |
| 4  | François de Joyeuse          | Dezembro 1583 | GXIII |
| 5  | Girolamo Bernerio, O.P.      | Novembro 1586 | SV    |

### Cardeais Presbíteros
| Nº | Nome                                                     | Consistório   | Papa  |
| -- | -------------------------------------------------------- | ------------- | ----- |
| 6  | Agostino Valier                                          | Dezembro 1583 | GXIII |
| 7  | Antonio Maria Galli                                      | Novembro 1586 | SV    |
| 8  | Benedetto Giustiniani                                    | Novembro 1586 | SV    |
| 9  | Antonio Maria Sauli                                      | Dezembro 1587 | SV    |
| 10 | Giovanni Evangelista Pallotta                            | Dezembro 1587 | SV    |
| 11 | Federico Borromeo                                        | Dezembro 1587 | SV    |
| 12 | Francesco Maria Bourbon del Monte Santa Maria            | Dezembro 1588 | SV    |
| 13 | Mariano Pierbenedetti                                    | Dezembro 1589 | SV    |
| 14 | Gregorio Petrocchini, O.S.A.                             | Dezembro 1589 | SV    |
| 15 | Paolo Emilio Sfondrati                                   | Dezembro 1590 | GXIV  |
| 16 | Ottavio Paravicini                                       | Março 1591    | GXIV  |
| 17 | Ottavio Acquaviva d'Aragona                              | Março 1591    | GXIV  |
| 18 | Flaminio Piatti                                          | Março 1591    | GXIV  |
| 19 | Pietro Aldobrandini                                      | Setembro 1593 | CVIII |
| 20 | Francesco Maria Tarugi, C.O.                             | Junho 1596    | CVIII |
| 21 | Ottavio Bandini                                          | Junho 1596    | CVIII |
| 22 | Anne d'Escars de Givry, O.S.B.                           | Junho 1596    | CVIII |
| 23 | Giovanni Francesco Biandrate di San Giorgio Aldobrandini | Junho 1596    | CVIII |
| 24 | Camillo Borghese                                         | Junho 1596    | CVIII |
| 25 | César Barônio, C.O.                                      | Junho 1596    | CVIII |
| 26 | Lorenzo Bianchetti                                       | Junho 1596    | CVIII |
| 27 | Francisco de Ávila                                       | Junho 1596    | CVIII |
| 28 | Francesco Mantica                                        | Junho 1596    | CVIII |
| 29 | Pompeo Arrigoni                                          | Junho 1596    | CVIII |
| 30 | Bonifazio Bevilacqua Aldobrandini                        | Março 1599    | CVIII |
| 31 | Alfonso Visconti, C.O.                                   | Março 1599    | CVIII |
| 32 | Domenico Toschi                                          | Março 1599    | CVIII |
| 33 | Paolo Emilio Zacchia                                     | Março 1599    | CVIII |
| 34 | Roberto Bellarmino, S.J.                                 | Março 1599    | CVIII |
| 35 | François d'Escoubleau de Sourdis                         | Março 1599    | CVIII |
| 36 | Séraphin Olivier-Razali                                  | Junho 1604    | CVIII |
| 37 | Filippo Spinelli                                         | Junho 1604    | CVIII |
| 38 | Carlo Conti                                              | Junho 1604    | CVIII |
| 39 | Carlo Gaudenzio Madruzzo                                 | Junho 1604    | CVIII |
| 40 | Jacques Davy du Perron                                   | Junho 1604    | CVIII |
| 41 | Innocenzo del Bufalo-Cancellieri                         | Junho 1604    | CVIII |
| 42 | Giovanni Dolfin                                          | Junho 1604    | CVIII |
| 43 | Giacomo Sannesio                                         | Junho 1604    | CVIII |
| 44 | Erminio Valenti                                          | Junho 1604    | CVIII |
| 45 | Girolamo Agucchi                                         | Junho 1604    | CVIII |
| 46 | Girolamo Pamphilj                                        | Junho 1604    | CVIII |
| 47 | Ferdinando Taverna                                       | Junho 1604    | CVIII |
| 48 | Anselmo Marzato, O.F.M.Cap.                              | Junho 1604    | CVIII |

### Cardeais Diáconos
| Nº | Nome                                  | Consistório   | Papa  |
| -- | ------------------------------------- | ------------- | ----- |
| 49 | Francesco Sforza                      | Dezembro 1583 | GXIII |
| 50 | Alessandro Damasceni Peretti          | Maio 1585     | SV    |
| 51 | Odoardo Farnese                       | Março 1591    | GXIV  |
| 52 | Giovanni Antonio Facchinetti de Nuce  | Dezembro 1591 | IIX   |
| 53 | Cinzio Passeri Aldobrandini           | Setembro 1593 | CVIII |
| 54 | Bartolomeo Cesi                       | Junho 1596    | CVIII |
| 55 | Andrea Baroni Peretti Montalto        | Junho 1596    | CVIII |
| 56 | Alessandro d'Este                     | Março 1599    | CVIII |
| 57 | Giovanni Battista Deti                | Março 1599    | CVIII |
| 58 | Silvestro Aldobrandini, O.S.Io.Hieros | Setembro 1603 | CVIII |
| 59 | Giovanni Doria                        | Junho 1604    | CVIII |
| 60 | Carlo Emmanuele Pio di Savoia         | Junho 1604    | CVIII |

### Cardeais ausentes

#### Cardeais Presbíteros
| Nº | Nome                           | Consistório   | Papa  |
| -- | ------------------------------ | ------------- | ----- |
| 61 | Ascanio Colonna                | Novembro 1586 | SV    |
| 62 | Pierre de Gondi                | Dezembro 1587 | SV    |
| 63 | Fernando Niño de Guevara       | Junho 1596    | CVIII |
| 64 | Bernardo Sandoval Rojas        | Março 1599    | CVIII |
| 65 | Franz Seraph von Dietrichstein | Março 1599    | CVIII |
| 66 | Domenico Ginnasi               | Junho 1604    | CVIII |
| 67 | Antonio Zapata y Cisneros      | Junho 1604    | CVIII |
| 68 | Bernard Maciejowski            | Junho 1604    | CVIII |

#### Cardeal Diácono
| Nº | Nome            | Consistório   | Papa |
| -- | --------------- | ------------- | ---- |
| 69 | Carlo di Lorena | Dezembro 1589 | SV   |